# Eloísa (nombre)
Eloísa es un nombre propio de origen francés en su variante en español que significa "La Elegida". 
Se trata de la versión en español del francés Eloise que significa la elegida. En griego se refiere a la guerrera de fama.

## Santoral
- 11 de febrero, Santa Eloísa[1]

## Variantes
- Masculino: Eloy

| Variantes en otras lenguas | Variantes en otras lenguas |
| -------------------------- | -------------------------- |
| Español                    | Eloísa, Ligia              |
| Alemán                     | Heloise                    |
| Catalán                    | Eloïsa                     |
| Inglés                     | Heloise, Eloise            |
| Francés                    | Éloise                     |
| Italiano                   | Heloisa                    |
| Portugués                  | Heloísa                    |
| Ruso                       | Элоиза (Eloíza)            |
| Polaco                     | Heloiza                    |